# 非SI単位
非SI単位（ひ SI たんい）（non- SI unit）とは、主としてメートル法による単位であるが、国際単位系(SI)に属しない様々な単位である。メートル法以前から汎用されていた単位（分・時・日、度 (角度)・分 (角度)・秒 (角度)など）、メートル法以後のメートル系の単位（ヘクタール、リットル、トン、オングストローム、エルグ、ダイン、バーン、重量キログラムなど）が含まれる。
非SI単位を広義に「SIではない単位」とした場合には、尺貫法による単位やヤード・ポンド法による単位など古今東西の無数の単位を含むことになるが、通常はそれらを取り立てて非SI単位とは呼ばない。非SI単位の対義語は、「SI単位」である。
日本の計量法における法定計量単位は、SI単位を基本にしているとうたわれることが多いが、実際には多数の非SI単位を含んでいる（後述）。
以下に、非SI単位を列挙するが全てを尽くしているわけではない。

## 非SI単位の2つの分類
国際度量衡委員会(CIPM)は、SI国際文書の第9版（2019年）に至って、非SI単位のうちSIと併用できる単位を少数（15単位）に限定し、その第1版（1970年）以来の、実験的に求められる単位、暫定的に併用できる単位、CGS単位、その他の単位などを一切、国際文書に記載しないこととした。そのため、ここでは、便宜的に、非SI単位を次の2つに分類する。
- SIと併用できる非SI単位、すなわちSI併用単位であり、全部で15単位ある。詳細はSI併用単位を参照。
- 1970年（第1版）から2006年（第8版）までのSI国際文書に記載されていた非SI単位[3][4]。この記事において記述する。

## 2006年第8版に掲げられていた非SI単位
国際単位系(SI)国際文書第8版（2006年）（廃版）第4章の表7、表8、表9に掲げられていた単位である。正式にはSIとの併用が認められていないが、SIとの換算数値を明記することにより、使用が許容されていた単位である。
- 表7　SI単位で表される数値が実験的に求められる非SI単位[6]

　SIとの併用が認められている単位　 4単位：電子ボルト、ダルトン、統一原子質量単位、天文単位（ただし天文単位は2014年の補遺によって、SI併用単位に格上げされていた。）
　自然単位系　 4単位：速さの自然単位（真空中の光の速さ）、作用の自然単位（換算プランク定数）、質量の自然単位（電子質量）、時間の自然単位
　原子単位系　 6単位：電荷の原子単位（電気素量）、質量の原子単位（電子質量）、作用の原子単位（換算プランク定数）、長さの原子単位・ボーア（ボーア半径）、エネルギーの原子単位・ハートリー（ハートリーエネルギー）、時間の原子単位
- 表8　その他の非SI単位[8]   9単位: バール、水銀柱ミリメートル、オングストローム、海里、バーン、ノット、ネーパ、ベル、デシベル

- 表9　CGS単位系およびCGSガウス単位系に属する非SI単位[9]　　10単位:エルグ、ダイン、ポアズ、ストークス、スチルブ、フォト、ガル、マクスウェル、ガウス、エルステッド　10単位

　　（注）このうちガル（Gal）については第9版表8の欄外注に掲げられており、やや特別な扱いになっている。
以上の表7、表8、表9の単位のうち、天文単位（ただし2014年の補遺によって既にSI併用単位となっていた。）、ダルトン、電子ボルト、ネーパ、ベル、デシベルの6単位（およびガル）は、第9版（2019年）のSI併用単位に格上げされ、残りの単位は全て第9版からは削除された。

## 2006年よりも前に掲げられていた非SI単位
国際文書の1970年の第1版以降、1998年の第7版までの国際文書に掲げられていた単位である。SIと併用できる単位、実験的に得られる単位、CIPMとしては使用を推奨しない単位、使用を避けるべき単位など様々であった。以下の分類では、国際文書の版によって扱いが異なるため、重複がある。
- SIと併用できる単位：SI併用単位#SI文書における位置づけの推移を参照。
- 実験的に得られる単位：SI併用単位#SI文書における位置づけの推移を参照。

- 暫定的にSIと併用できる単位：海里、ノット、アール、ヘクタール、バール、オングストローム、バーン、ガル、キュリー、レントゲン、ラド、レム
- 特別の名称を持つCGS単位：エルグ、ダイン、ポアズ、ストークス、ガウス、エルステッド、マクスウェル、スチルブ、フォト、ガル
- その他の非SI単位の例：キュリー、レントゲン、ラド、レム、X単位、ステール、γ（磁束密度の単位、=1ナノテスラ (nT) = 10−9 T ）、γ（質量の単位、= 1マイクログラム (µg) = 10−9 kg）、ラムダ、ジャンスキー、フェルミ、メートル系カラット、トル、標準大気圧、カロリー、ミクロン、キログラム重

## 法定計量単位である非SI単位
日本の計量法が法定計量単位として認めている非SI単位は次のようになっている。
太字になっているものは、SI国際文書の第9版（2019年）が認めるSI併用単位である。

### 計量法第3条、別表第1関係
この別表第1は表題が「SI単位に係る計量単位」となっているが、実際には多くの非SI単位が混在している（計量法#SI単位との関係による分類）。以下の非SI単位は、別表第1における列挙の順序である。メートル毎時、グラム毎リットル、毎分、毎時、ワット時、クーロン毎キログラム毎時、レントゲン毎秒のような単位の組み合わせとなっているものはここには掲げていない。
- 質量：トン
- 時間：分、時
- 角度：度、分、秒
- 体積：リットル
- 圧力：バール
- 放射能：キュリー　暫定的使用、SI単位はベクレル(Bq)
- 吸収線量：ラド　暫定的使用、SI単位はグレイ(Gy)
- 照射線量：レントゲン　暫定的使用、SI単位はクーロン毎キログラム(C/kg)
- 線量当量：レム　暫定的使用、SI単位はシーベルト(Sv)

上記の単位のうち、放射能の計量単位である、キュリー、ラド、レントゲン、レムの4単位は、「暫定的使用」する単位として位置づけられており、その性格が特殊である。

### 計量法第4条、別表第2関係
別表第2「SI単位のない量の非SI単位」における列挙の順序である。
- 無効電力：バール（var）（注）バール（bar）とは異なる。
- 皮相電力：ボルトアンペア（VA）
- 無効電力量：バール秒、バール時
- 皮相電力量：ボルトアンペア秒、ボルトアンペア時
- 電磁波の減衰量、音圧レベル、振動加速度レベル：デシベル

### 計量法第4条、別表第3関係
別表第3「SI単位のある量の非SI単位」における列挙の順序である。
- 圧力：気圧
- 粘度：ポアズ
- 動粘度：ストークス
- 濃度：質量百分率、質量千分率、質量百万分率、質量十億分率、質量一兆分率、質量千兆分率、体積百分率、体積千分率、体積百万分率、体積十億分率、体積一兆分率、体積千兆分率、ピーエッチ

### 特殊の計量に用いる単位
計量法第5条第2項と計量単位令別表第6は、特殊の計量に用いる長さ、質量、角度、面積、体積、速さ、加速度、圧力又は熱量の計量単位を定めている。詳細は、計量法#用途を限定する非SI単位を参照。なお、このうち、ヘクタールは、SI併用単位である。

### ヤードポンド法の単位
計量法附則第五条第一項（ヤードポンド法による計量単位）に基づく。輸出入に係る取引・証明、輸出される計量器、航空機の運航、ヤードポンド単位表記と法定計量単位表記とが併記されている輸入された商品にのみ用いることができる。

### 仏馬力
計量法　附則第六条に基づく。
仏馬力は、内燃機関に関する取引又は証明、外燃機関に関する取引又は証明に用いる場合にあっては、当分の間、工率の法定計量単位とみなす。

## 法定計量単位ではないSI併用単位
次に掲げる非SI単位は、SI併用単位（国際単位系(SI)文書2019年版）であるにもかかわらず、計量法上の法定計量単位となっていないものである。日以外の単位は、商業・工業における取引や証明（計量法#取引、証明とは）に用いることはまれであり、法定計量単位に位置づける必要性に乏しい。
- 時間：日（計量法では、「日」を計量単位ではなく暦の単位としている[17]）
- 長さ：天文単位
- 質量：ダルトン
- エネルギー：電子ボルト
- 比の対数：ネーパ、ベル　（注）デシベルは電磁波の減衰量、音圧レベル、振動加速度レベルについての法定計量単位である。